# لئونارد شوئن
لئونارد شوئن (انگلیسی: Leonard Shoen; ۲۹ فوریهٔ ۱۹۱۶ – ۴ اکتبر ۱۹۹۹) کارآفرین اهل ایالات متحده آمریکا بود، که در سال ۱۹۴۵ شرکت یو-هاول را تأسیس کرد.